# Horda
Horda – grupa ludzi koczujących na określonym terenie; wczesna forma organizacji społecznej, typowa dla ludów zbieracko-łowieckich, ze słabo rozwiniętą hierarchią. 
Tą nazwą określa się również dużą grupę zwierząt, posiadającą hierarchię. 
W językach słowiańskich „horda” jest pojmowana pejoratywnie jako „banda” albo „łobuzy”.  Vide tekst pieśni „Swiaszczennaja wojna” chóru Aleksandrowa z okresu  II wojny światowej z fragmentem: „wstawaj na śmiertelny bój z faszystowską siłą, przeklętą hordą”.
Jest to także tytuł francuskiego horroru (La Horde) w reżyserii Yannick Dahan i Benjamin Rocher, w którym wystąpili Jean-Pierre Martins, Eriq Ebouaney i Doudou Masta.